# Vyšný Tvarožec
Vyšný Tvarožec (in ungherese Felsőtaróc, in tedesco Oberkasbach, in ruteno Vyšnyj Tvarožec) è un comune della Slovacchia facente parte del distretto di Bardejov, nella regione di Prešov.

## Storia
Il villaggio è citato per la prima volta nel 1333 come località in cui la giustizia veniva amministrata secondo il diritto germanico. Nel 1414 entrò a far parte dei possedimenti della signoria di Makovica. Nel XVI secolo, elementi di lingua rutena accorsero a ripopolare il villaggio. Nel XIX secolo passò ai nobili Erdõdy.